# Guy Sorman
Guy Sorman (París, 10 de marzo de 1944) es un economista, periodista, filósofo y autor francés. Ha escrito varios libros en los que aboga a favor de los ideales de la creatividad y el capitalismo moderno. Se lo considera partidario del liberalismo clásico y seguidor de la tradición de Alexis de Tocqueville. 

## Biografía
Estudió en el Instituto de Estudios Políticos de París y en la Escuela Nacional de Administración, de la que egresó en 1969. Enseñó economía y filosofía política en el Instituto de Estudios Políticos de París entre 1970 y 2000. También enseñó en diversas universidades de mundo (China, Estados Unidos, Rusia y Argentina). Fue laureado por la Escuela Nacional de Administración.
Es columnista para múltiples periódicos, entre los que figuran Le Figaro (Francia) , L’Economiste (Marruecos), el The Wall Street Journal Europe, La Nación (Argentina), Jornal do Commercio (Brasil), Dziennik (Polonia), Joongang Ilbo (Corea del Sur), Asahi Shimbun (Japón) y ABC (España).
También es presidente de Editions Sorman, que fundó en 1975, compañía que publica boletines informativos e informes sobre temas legales, siendo la editorial líder en temas referidos al gobierno local.
En 1979 fundó, junto a otros doctores, científicos y escritores franceses Acción contra el Hambre, una organización internacional no gubernamental dedicada a luchar contra el hambre, la miseria y las situaciones de peligro que amenazan a hombres, mujeres y niños indefensos en los países pobres. 
En 1995 formó parte del equipo de campaña del presidente Jacques Chirac y entre 1995 y 1997 fue asesor del primer ministro francés Alain Juppé en su cargo como presidente de la Comisión de Planificación. Fue miembro del Foro Franco-Indio que asesora al ministro de Asuntos Exteriores y, entre 2002 y 2007, de la Comisión Nacional Consultiva de Derechos Humanos. 
Recientemente asistió al 2008 Carnegie Counsel donde habló sobre China y su desarrollo como nación, presentando su obra “China: el imperio de las mentiras”.
Sorman es un crítico de la Wikipedia, a la que considera ideológicamente sesgada a la izquierda radical, favorable a ideas anticapitalistas y antiglobalización y contraria al progreso y a la democracia.

## Obras
Sus principales libros son:
| - La revolución conservadora americana (1983) - La solución liberal (1984) - El Estado mínimo (1985) - No a la decadencia de la Argentina: Diálogos con Juan Carlos Casas (1986) - La nueva riqueza de las naciones (1986), - Los verdaderos pensadores de nuestro tiempo (1989) - Capitalismo descalzo: Una solución para India (1989) - Salir del socialismo (1990) - Hacia un nuevo mundo (1991) - La revolución no nacida (1992) - Esperando a los bárbaros (1993) - Inmigrantes y drogadictos (1993) - El capital (1994) - La singularidad francesa (1996) | - Pensamientos, encuentros y experiencias (1996) - El mundo es mi tribu (1997) - La nueva solución liberal (1998) - Globalización a través del mundo (1998) - Un bello día en Francia (1998) - El genio de la India (2000) - El progreso y sus enemigos (2001) - Los niños de Rifaa, musulmanes y modernos (2003); - Made in USA (2004) - China: el imperio de las mentiras (2006) - El año del gallo: Chinos y rebeldes (2006); - La economía no miente (2008) - Wonderful World. Crónica de la mundialización (2009) |

## Pensamiento de Sorman
Estados Unidos sigue siendo una potencia que tiene asegurado su poder en forma muy singular y lo asegura desde el campo económico. Es la economía más fuerte del planeta desde hace décadas y lo sigue siendo; no lo alcanzarán Japón, ni China ni la Europa comunitaria. Es posible que Estados Unidos tenga problemas de aplicación de su poder en el campo de la política exterior, pero lo que sustenta su poder es la economía que, por lo demás, la buscan todos. Y no hay secreto sobre cómo se sustenta esa maquinaria: los estadounidenses trabajan cada día más y más. Las mujeres están cada vez más integradas a esa cultura. ¿Por qué se trabaja más y más? La respuesta se forma reflexionando sobre muchas de las características que son intrínsecas al pueblo estadounidense, pero hay motivaciones plasmadas desde la política: la rebaja de impuestos es una de ellas. Es un aliento formidable al trabajo, a la producción, a los negocios... a todo el ciclo económico. Y en esto no lo iguala nadie en el mundo. ¡Trabajan más del 40% de los niveles de mediados de la década del '80! Por otra parte, Estados Unidos sigue siendo el país punta en innovación tecnológica. ¡Éstas son las realidades que potencian y potencian a Estados Unidos! Y, además, es potencia en un marco de sistema político definidamente democrático, de derecho... ésa fue la gran diferencia con lo que fue la URSS y, hoy, con China. Entrevista en Diario Río Negro - 19 de noviembre de 2007
En contra de lo que se piensa desde muchos sitios, no hay un verdadero capitalismo en China. El capitalismo supone propiedad privada, el derecho de emprender, el respeto a una serie de normas y todo ello está ausente en la China de hoy. Se puede argüir que la Revolución Industrial también observó penurias, pero había elementos paliativos propios de las sociedades libres y que no se en encuentran en la China actual: propiedad privada, medios de comunicación libres, sindicatos, sociedades intermedias…. Lo que China ha instaurado es la explotación del proletariado por una minoría de capitalistas, que es el PCCh. Artículo en Libertaddigital.com – 8 de mayo de 2007
En Europa las facultades intelectuales se ven privilegiadas, incluso entre los políticos; en Estados Unidos, se desconfía de los “intelectuales”, especialmente en el terreno político. De los intelectuales se sospecha que sus contactos con la realidad son exiguos y que su entusiasmo por las ideologías, que arruinan a las naciones, es grande; la historia de Europa no desmiente a los norteamericanos. Del libro “Made in USA”.